# Alexander Heinrich von Thile
Alexander Heinrich von Thile (* 15. Oktober 1742 in Glogau; † 24. Februar 1812 in Spandau)  war ein preußischer Generalleutnant, Chef des Infanterieregiments „von Pfuhl“ sowie Gouverneur von Breslau.

## Leben

### Herkunft
Schon sein Großvater Martin von Thile war preußischer Oberst und Regimentschef. Sein Vater Friedrich Leopold von Thile (1711–1779) stand zunächst in preußischen Diensten, wechselte aber im Juni 1746 als Major in kursächsische Dienste und stieg bis zum Generalleutnant und Chef eines Infanterieregiments auf. Seine Mutter war dessen Ehefrau Katharina Rebekka, geborene von Firnhaber (1723–1777).

### Militärkarriere
Thile wurde am 9. Dezember 1752 Leutnant in der kursächsischen Leibgarde, musste aber zunächst keinen Dienst leisten. Das änderte sich 1757 mit dem Beginn des Siebenjährigen Krieges. Nach der sächsischen Niederlagen kam er zur französischen Armee, wo er in der Schlachten von Bergen und Minden im Gefecht bei Lutterberg sowie der Belagerung von Braunschweig und Wolfenbüttel kämpfte. Am 24. Juli 1762 wurde er Hauptmann. Nach dem Krieg kam er zurück zur Sächsischen Armee, wurde am 2. Juni 1778 Major und nahm als solcher am Bayerischen Erbfolgekrieg teil. Am 9. Juni 1787 verließ er die Armee und trat am 1. Juli 1787 als Major mit Patent vom 29. August 1780 in preußische Dienste. Er wurde Chef des Füsilierbataillons Nr. 14 und avancierte bis Mitte August 1790 zum Oberst. Als solcher nahm er am Feldzug in Polen teil, wurde am 6. Januar 1795 Generalmajor und Chef des Infanterieregiments „von Pfuhl“.
Politisch wichtig war 1796 seine Ernennung zum Mitglied der Grenzregulierungskommission zwischen Preußen und Russland. Am 20. Mai 1801 Generalleutnant (Patent vom 23. Mai 1801). Bei der Revue am 25. Juni 1802 in Warschau erhielt er den Orden Pour le Mérite und dazu ein Geschenk von 2000 Talern. Anschließend war er am 3. August 1803 bei der Revue der sächsischen Truppen in Dresden und anschließend bei den Herbstmanövern in Potsdam. Nach der Mobilmachung marschierte Thile am 27. November 1805 mit einem Reservekorps von Glogau nach Schlesien. Nach der Demobilisierung kam er zurück nach Warschau. Kurz vor dem Vierten Koalitionskrieg erhielt er 4. August 1806 auch noch 2000 Taler als Geschenk, um seine Ausgaben während seine Arbeit in der Grenzkommission zu decken. Am 11. September 1806 wurde er Interimsgouverneur der Festung Breslau mit dem Befehl, die Festung unter allen Umständen zu halten. Aber schon am 5. Januar 1807 übergab er die Festung den Franzosen. Nach dem Krieg kam es daher zu einem Kriegsgerichtsverfahren und er wurde am 19. März 1811 zu zwei Jahren Festungshaft in Spandau verurteilt. Der König erlaubte ihm aber am 29. April 1811 seinen Arrest in der Stadt Spandau zu verbüßen. Er starb am 24. Februar 1812 in Spandau.

### Deutsch-Russische Grenzkommission
Er war bereits Chef des Infanterie-Regiments in Warschau, als er am 25. Dezember 1795 zu Mitglied der Kommission ernannt wurde. Weiter waren der damalige Major Stein und der Kriegsrat Vetter dabei. Die Kommission erhielt genaue Instruktionen vom König. Es war der Geschicklichkeit des Generals Thile zu verdanken, dass es immer wieder zum Kompromissen mit dem Fürsten Repnin und dem General Panin kam. Am 11. Juli 1796 kam es zu einem Abschluss und General Thile überreichte im Auftrag des Königs dem Fürsten Repnim den Schwarzen Adlerorden und dem General Panin den Roten Adlerorden, dazu ein Geschenk von 4000 Talern.

### Familie
Thile verheiratete sich am 15. April 1768 in Leipzig mit Henriette Friederike von Runkel (1748–1829). Das Paar hatte folgende Kinder:
- Karl Alexander Leopold (1774–1777)
- Emilie Charlotte Auguste (* 1777) ⚭ 22. September 1800 in Warschau, Friedrich Wilhelm Ernst von Tiesenhausen (1747–1837), preußischer Major und 1801/06 Kommandant von Königsberg[3]
- Louis Gustav (1781–1852), preußischer General
- Adolf Eduard (1784–1861), preußischer General der Infanterie ⚭ 26. Dezember 1811 Auguste von Schöning (1788–1859). Sie war eine Enkelin des preußischen Generals Emanuel von Schöning.[2]
- Elisa Marianna (1788–1802)